# Lista de prefeitos de Ferraz de Vasconcelos
Esta é a lista de prefeitos e vice-prefeitos do município de Ferraz de Vasconcelos, estado brasileiro de São Paulo.
O prédio da Prefeitura chama-se Palácio da Uva Itália.
| Nº | Nome                                                      | Imagem          | Partido               | Vice-prefeito                              | Início do mandato       | Fim do mandato                                  | Observações                                                                                    |
| 1  | Helmuth Hermann Hans, Louis Baxmann                       |                 | PTN                   | José Antonio Fares                         | 1º de janeiro de 1955   | 31 de dezembro de 1958                          | Prefeito e vice eleitos em sufrágio universal                                                  |
| 2  | Pedro Paulo Paulino                                       |                 | PDC                   | Tácito Zanchetta                           | 1º de janeiro de 1959   | 31 de dezembro de 1962                          | Prefeito e vice eleitos em sufrágio universal                                                  |
| 3  | José Antonio Fares                                        |                 | PSP                   |                                            | 1º de janeiro de 1963   | 31 de dezembro de 1966                          | Prefeito e vice eleitos em sufrágio universal                                                  |
| 4  | Hugo Mazzuca                                              |                 | ARENA                 |                                            | 1º de janeiro de 1967   | 31 de dezembro de 1969                          | Prefeito e vice eleitos em sufrágio universal                                                  |
| 5  | José Trevisani                                            |                 | ARENA                 |                                            | 1º de janeiro de 1970   | 31 de janeiro de 1973                           | Prefeito e vice eleitos em sufrágio universal                                                  |
| 6  | Makoto Iguchi                                             |                 | MDB                   | Alfredo Walter Regner                      | 1º de fevereiro de 1973 | 31 de dezembro de 1976                          | Prefeito e vice eleitos em sufrágio universalo                                                 |
| 7  | Ângelo Castello                                           |                 | MDB                   |                                            | 1º de janeiro de 1977   | 31 de janeiro de 1983                           | Prefeito e vice eleitos em sufrágio universal                                                  |
| 8  | Makoto Iguchi                                             |                 | PMDB                  | Alfredo Walter Regner                      | 1º de fevereiro de 1983 | 31 de dezembro de 1988                          | Prefeito e vice eleitos em sufrágio universal                                                  |
| 9  | Ângelo Castello                                           |                 | PTB                   | José Schiavinati                           | 1º de janeiro de 1989   | 31 de dezembro de 1992                          | Prefeito e vice eleitos em sufrágio universal                                                  |
| 10 | José Carlos Fernandes Chacon                              | Zé Biruta       | PCDN                  |                                            | 1º de janeiro de 1993   | 31 de dezembro de 1996                          | Prefeito e vice eleitos em sufrágio universal                                                  |
| 11 | Waldemar Marques de Oliveira Filho, Dema                  | Dema            | PSDB                  |                                            | 1º de janeiro de 1997   | 31 de dezembro de 2000                          | Prefeito e vice eleitos em sufrágio universal                                                  |
| 12 | José Carlos Fernandes Chacon, Zé Biruta                   | Zé Biruta       | PTB                   | José Schiavinati, Zé Piriquito             | 1º de janeiro de 2001   | 31 de dezembro de 2004                          | Prefeito e vice eleitos em sufrágio universal                                                  |
| 13 | Jorge Abissamra                                           | Jorge Abissamra | PSB                   | Paulo Parente de Carvalho (PT)             | 1º de janeiro de 2005   | 31 de dezembro de 2008                          | Prefeito e vice eleitos em sufrágio universal                                                  |
| 13 | Jorge Abissamra                                           | Jorge Abissamra | PSB                   | Flávio Batista de Souza (PSB)              | 1º de janeiro de 2009   | 31 de dezembro de 2012                          | Prefeito reeleito e vice eleito em sufrágio universal                                          |
| 14 | Acir dos Santos, Acir Fillo                               |                 | PSDB                  | José Izidro Neto (PMDB)                    | 1º de janeiro de 2013   | 4 de dezembro de 2015                           | Prefeito e vice eleitos em sufrágio universal cujo titular fora afastado do cargo pela Justiça |
| —  | José Izidro Neto                                          |                 | PMDB                  | —                                          | 4 de dezembro de 2015   | 31 de dezembro de 2016                          | Vice-prefeito eleito no cargo de titular                                                       |
| 15 | José Carlos Fernandes Chacon, Zé Biruta                   | Zé Biruta       | PRB Republicanos      | Karim Yousif Kamal Moustafa El Nashar (PP) | 1º de janeiro de 2017   | 31 de dezembro de 2020                          | Prefeito e vice eleitos em sufrágio universal                                                  |
| 16 | Priscila Conceição Gambale Vieira Matos, Priscila Gambale |                 | PSD PSDB              | Daniel Balke (MDB)                         | 1º de janeiro de 2021   | 31 de dezembro de 2024                          | Prefeito e vice eleitos em sufrágio universal                                                  |
| 16 | Priscila Conceição Gambale Vieira Matos, Priscila Gambale | PODE            | 1° de janeiro de 2025 | Daniel Balke (MDB)                         | Atualidade              | Prefeito e vice reeleitos em sufrágio universal |                                                                                                |